# Agatângelo de Constantinopla
Agatângelo de Constantinopla (em grego: Αγαθάγγελος; 1769–1832) foi patriarca ecumênico de Constantinopla entre 1826 e 1830.

## História
Agatângelo nasceu numa vila perto de Edirne, o que ajudou quando ele foi acusado de ter ascendência búlgara e também onde ele completou sua educação. Depois, tornou-se monge no Mosteiro de Iviron, em Monte Atos. Por volta de 1800, Agatângelo trabalhou como sacerdote para a comunidade grega de Moscou. Em novembro de 1815, foi eleito bispo metropolitano de Belgrado e, em agosto de 1825, de Calcedônia. Finalmente, em 26 de setembro de 1826, depois que o patriarca Crisanto foi deposto e exilado, Agatângelo foi eleito patriarca em seu lugar.
Foi um dos mais eruditos patriarcas de seu tempo. Falava grego, turco, búlgaro, russo e francês. Contudo, seu patriarcado foi associado com algumas ações que certamente diminuíram seu prestígio e provocaram reações. A primeira foi seu envolvimento com Guerra da Independência da Grécia, em 1827, quando alguns dos líderes gregos da Grécia central pediram por sua intercessão junto ao sultão Mamude II para que fossem anistiados. Agatângelo, por ordem dele, enviou um emissário a João Kapodístrias pedindo aos gregos que submetessem ao sultão, o que foi considerado um ato anti-étnico entre os gregos, que passaram a considerá-lo um "búlgaro". Seu envolvimento na eleição do patriarca de Jerusalém, que foi atribuída a um suborno, e instabilidades econômicas e administrativas no próprio Patriarcado levaram à sua deposição em 5 de julho de 1830.
Agatângelo seguiu primeiro para Kayseri e depois para Edirne, onde morreu em 1832.